# Kójamputtúr
Kójamputtúr
(tamilsky கோயம்புத்தூர், anglicky Coimbatore) je město na jihu Indie ve státě Tamilnádu, centrum stejnojmenného distriktu. Podle sčítání z roku 2001 ve městě žilo 930 882 obyvatel.
Je druhým největším městem v Tamilnádu. Je největším obchodním střediskem a významným průmyslovým centrem. Rozvinutý je zejména textilní průmysl, což mu vyneslo přezdívku „Manchester jižní Indie“.
Město leží na západě Tamilnádu, nedaleko hranice s Kéralou. Severně i západně od města leží hory Západního Ghátu. Klima je tropické, průměrné teploty jednotlivých měsíců kolísají mezi 24 a 30 °C. Roční srážky dosahují 700 mm, 47 % z nich připadá na severovýchodní monzun (říjen – listopad), 28 % na jihozápadní monzun.